# Charinos
Charinos (Χαρῖνος) (fl. VI secolo a.C.) è stato un ceramista e ceramografo greco antico, attivo in Attica.

## Attività
Di lui si conoscono quattro vasi figurati a testa femminile e una oinochoe conservata al British Museum di Londra, caratterizzata da un fondo bianco decorato di serti di vite a vernice nera.
Il vaso si può datare in un periodo ristretto 510-500 a.C., grazie a confronti convincenti con altri vasi ben databili.

## Opere
- Quattro vasi figurati a testa femminile;
- Una oinochoe, British Museum di Londra.